# Vaslui
Vaslui é uma cidade da Roménia, capital do judeţ (distrito) de Vaslui com 55.407 habitantes (Censos de 2011).

## População
| 1912  | 1930  | 1948  | 1956  | 1966  | 1977  | 1992  | 2002  | 2011  |
| 10397 | 15310 | 13738 | 14850 | 17591 | 39435 | 80614 | 70267 | 55407 |